# Juan Guillermo Domínguez
Juan Guillermo Domínguez Cabezas (ur. 17 grudnia 1986 w El Cerrito) – kolumbijski piłkarz występujący najczęściej na pozycji lewego pomocnika. Od 2012 roku zawodnik CSD Colo-Colo, grającego w Primera División de Chile.